# Limes arabicus
Il Limes arabicus era una frontiera dell'impero romano posta nel deserto, nella provincia di Arabia Petraea. Corre, nella sua massima estensione, per circa 1500 chilometri, dalla Siria settentrionale alla Palestina meridionale, fino a raggiungere la penisola araba settentrionale, e fa parte dell'ampio sistema del limes romano. Su tutta la sua lunghezza si trovavano numerose fortezze e torri d'avvistamento.

## Obiettivo

Il forte tardo romano Dajaniya del Limes Arabicus, costruito intorno al 300 d.C., Giordania del Sud

Castra Praetorii Mobeni, Qasr Bshir

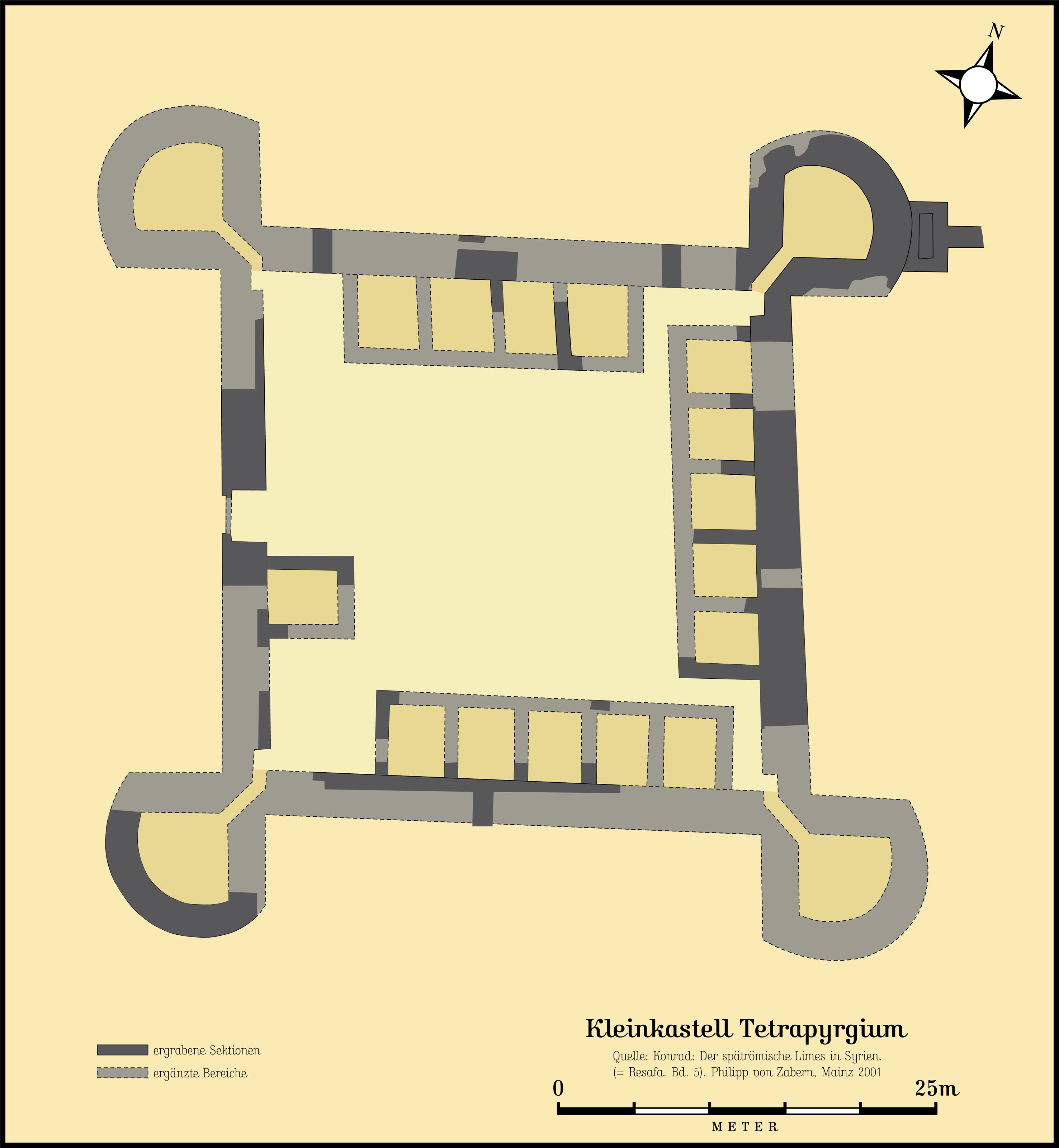
Il fortino tardo romano Tetrapyrgium del "Limes Arabicus", Siria settentrionale

L'obiettivo di questo "limes" difensivo era quello di proteggere la provincia romana d'Arabia dagli attacchi delle tribù barbare del deserto arabo.
(JSTOR: Limes Arabicus)
Nei pressi del limes arabicus, Traiano costruì un'importante strada, la Via Traiana Nova, da Bostra ad Aila sul Mar Rosso, per una lunghezza di 430 chilometri. Costruita tra il 111 ed il 114, il suo principale scopo era quello di fornire un mezzo efficiente per il trasporto di truppe ed ufficiali governativi. Fu completata da Adriano.
Durante la dinastia dei Severi (193-235), i Romani rafforzarono le difese sulla frontiera araba. Furono costruite numerose fortezze al confine nord-occidentale del Wadi Sirhan, e riparate e migliorate le strade. Una di queste fu l'importante Qasr Azraq.
(Roman castra of Humeima)
Attorno al 300, Diocleziano divise la vecchia provincia di Arabia trasferendo la regione meridionale alla provincia della Palestina. In seguito, nel IV secolo, quella zona si staccò dalla Palestina e divenne una provincia a parte, e prese il nome di Palaestina Tertia. Ogni provincia era amministrata da un praeses con autorità civile ed un dux con autorità militare.
Diocleziano avviò un'espansione militare nella regione, costruendo numerose fortezze (castella) e torri d'avvistamento lungo la linea del deserto, subito ad est della Via Nova. Il termine usato per questa linea nord-sud di installazioni militari fu "limes arabicus", che significa "frontiera araba". Questa linea di difesa si estendeva da sud di Damasco a Wadi al-Hasa. La regione che andava da Wadi Mujib a Wadi al-Hasa conteneva quattro castella ed un campo legionario.
La zona di frontiera a sud di Wadi al-Hasa era chiamata "limes palaestina", e si estendeva fino al Mar Rosso, e per la precisione ad Aila (Aqaba). In questa regione sono stati identificati dieci castella ed un campo legionario.
Vi era un castrum romano ogni cento chilometri, con l'obiettivo di creare una linea di protezione e controllo: a sud c'era la fortezza legionaria di Udruh, situata poco ad est di Petra. È simile a el-Lejjun per dimensione (5 ettari) e progetto. Probabilmente ospitava la Legio VI Ferrata. Alistair Killick, che effettuò gli scavi sul sito, la datò all'inizio del II secolo, ma Parker ipotizza una data a cavallo tra III e IV secolo.
Potrebbe essere esistito anche un campo legionario ad Aila (attuale Aqaba), scavata da Parker dal 1994. La città si trovava al confine settentrionale del Golfo d'Arabia, dove fungeva da centro di commercio sul mare. Numerose rotte di terra si intersecavano qui. La Legio X Fretensis, originariamente stanziata a Gerusalemme, fu trasferita qui al termine della Via Nova. In questo posto sono stati identificati un muro ed una torre, ma non è chiaro se facessero parte delle mura della città di Aila o della fortezza. Le prove fanno ipotizzare che la fortezza sia stata costruita a cavallo tra IV e V secolo.

## Abbandono
Le truppe furono progressivamente ritirate dal limes arabicus nella prima metà del VI secolo, e sostituite dai foederati nativi arabi, e soprattutto dai Ghassanidi. L'obiettivo principale del limes arabicus è ancora in discussione; potrebbe essere stato usato sia per difendersi dai raid Saraceni che per proteggere le rotte commerciali dai predoni del deserto.
Dopo la conquista araba, il limes arabicus fu lasciato in abbandono (ma alcune fortificazioni furono usate e rinforzate nei secoli successivi).